# Déloyale
Pour la chanson de Rihanna, voir Unfaithful.
Pour plus de détails, voir Fiche technique et Distribution.
Déloyale (titre original : Unfaithful) est un film américain réalisé par John Cromwell et sorti en 1931.

## Fiche technique
- Titre original : Unfaithful
- Réalisation : John Cromwell
- Scénario : Eve Unsell et John Van Druten
- Photographie : Charles Lang
- Musique : Karl Hajos
- Société de production et de distribution: Paramount Pictures
- Pays : américain
- Langue : anglais
- Genre : Drame
- Format : Noir et blanc - 35 mm - 1,20:1 - Son : Mono
- Durée : 85 minutes
- Date de sortie :
  - États-Unis : 14 mars 1931

## Distribution
- Ruth Chatterton : Lady Fay Kilkerry
- Paul Lukas : Colin Graham
- Paul Cavanagh : Ronald Killkerry
- Juliette Compton : Gemma Houston
- Donald Cook : Terry Houston
- Emily Fitzroy : Tante Janie
- Leslie Palmer : Jeffries
- Syd Saylor : Buck
- Bruce Warren : Steve
- Arnold Lucy : Bishop
- David Cavendish : Gerald
- Ambrose Barker : Tinker
- Stella Moore : Iris
- George Jackson : Comte Carini
- Eric Kalkhurst : Frank